# Hypaeus
Genre
Synonymes
- Dasyophrys Mello-Leitão, 1930
- Lyssomonea Chamberlin & Ivie, 1936

Hypaeus est un genre d'araignées aranéomorphes de la famille des Salticidae.

## Distribution
Les espèces de ce genre se rencontrent en Amérique du Sud et en Amérique centrale.

## Liste des espèces
Selon World Spider Catalog (version 24.5, 25/08/2023) :
- Hypaeus annulifer Simon, 1900
- Hypaeus arhuaco Martínez & Galvis, 2017
- Hypaeus barromachadoi Caporiacco, 1947
- Hypaeus benignus (Peckham & Peckham, 1885)
- Hypaeus concinnus Simon, 1900
- Hypaeus cucullatus Simon, 1900
- Hypaeus duodentatus Crane, 1943
- Hypaeus estebanensis Simon, 1900
- Hypaeus femoratus Araújo & Ruiz, 2015
- Hypaeus flavipes Simon, 1900
- Hypaeus flemingi Crane, 1943
- Hypaeus frontosus Simon, 1900
- Hypaeus ignicomus Simon, 1900
- Hypaeus luridomaculatus Simon, 1900
- Hypaeus miles Simon, 1900
- Hypaeus mystacalis (Taczanowski, 1878)
- Hypaeus nigrocomosus Simon, 1900
- Hypaeus olympeae Courtial & Picard, 2023
- Hypaeus pauciaculeis (Caporiacco, 1947)
- Hypaeus porcatus (Taczanowski, 1871)
- Hypaeus poseidon Araújo & Ruiz, 2015
- Hypaeus proszynskii Martínez & Galvis, 2017
- Hypaeus quadrinotatus Simon, 1900
- Hypaeus taczanowskii (Mello-Leitão, 1948)
- Hypaeus terraemediae Araújo & Ruiz, 2015
- Hypaeus tridactylus Araújo & Ruiz, 2015
- Hypaeus triplagiatus Simon, 1900
- Hypaeus varzea Martínez & Galvis, 2017
- Hypaeus venezuelanus Simon, 1900

## Systématique et taxinomie
Ce genre a été décrit par Simon en 1900 dans les Attidae.
Dasyophrys et Lyssomonea ont été placés en synonymie par Galiano en 1968.

## Publication originale
- Simon, 1900 : « Études arachnologiques. 30e Mémoire. XLVII. Descriptions d'espèces nouvelles de la famille des Attidae. » Annales de la Société Entomologique de France, vol. 69, p. 27-61 (texte intégral).